# Резня в Каслроке
Резня в Каслроке (англ. Castlerock killings, ирл. Dúnmharuithe Charraig Ceasail agus Bhéal Feirste) — массовое убийство ирландских католиков, совершённое 25 марта 1993 в деревне Каслрок (графство графство Лондондерри, Северная Ирландия). Боевики Ассоциации обороны Ольстера расстреляли трёх мирных граждан и одного боевика Ирландской республиканской армии.
В Гортри-Парк в тот день работали пять ирландцев, которые ремонтировали дома в спальном районе в течение нескольких месяцев. Они приехали туда на фургоне: после их высадки из соседнего фургона выскочили как минимум двое человек и начали стрелять. Стрелки, выехав на границу города, потом совершили разворот и снова проехали мимо своих жертв. Сгоревший фургон ольстерцев был найден в двух милях от места атаки. Убитыми были Джеймс Маккенна (52 года), Джерард Далримпл (58 лет), Нол О'Кейн (20 лет) и Джеймс Келли (25 лет, боевик ИРА).
Ольстерцы взяли на себя ответственность, назвавшись как «Борцы за свободу Ольстера» для того, чтобы замести следы Ассоциации обороны. Они назвали всех убитых республиканцами. Член городского совета от Шинн Фейн Пэтси Гругэн заявил, что убитым постоянно угрожали сотрудники британских спецслужб, поэтому он не был удивлён, что они в конце концов погибли. В тот же день ольстерцы отметились участием в бойне в торговом центре Дэйри Фарм в Белфасте, убив одного человека и ранив другого.
Но на этом ольстерцы не остановились и продолжили свой террор: в ночь на 31 октября того же года они устроили стрельбу в Грэйстил, убив нескольких посетителей бара. Считалось, что кто-то из банды был причастен к бойне в Каслроке, к тому же он был защищён от суда силами Королевской полиции Ольстера: в этом подозревался Торренс Найт, который отрицал свою причастность. Найт, вина которого в резне в Каслроке была доказана, получил восемь пожизненных сроков за резню в Грэйстил и ещё четыре за Каслрок, отсидев семь лет в тюрьме Мэйз, после чего по Белфастскому соглашению освободился.